# Jakubov
Jakubov je obec na Slovensku v okrese Malacky. Žije zde přibližně 1 700 obyvatel.
První písemná zmínka o obci pochází z roku 1460. V obci se nachází římskokatolický kostel svatého Filipa a Jakuba ze 17. století.